# Marchaux
Marchaux foi uma comuna francesa na região administrativa de Borgonha-Franco-Condado, no departamento de Doubs. Estendia-se por uma área de 10,06 km². Em 2010 a comuna tinha 1 498 habitantes (densidade: 148,9 hab./km²).
Em 1 de janeiro de 2018, passou a fazer parte da nova comuna de Marchaux-Chaudefontaine.